# Francisco Capel
Francisco Capel Serrano (Madrid, 24 dicembre 1933 – Madrid, 19 ottobre 2022) è stato un cestista spagnolo.

## Carriera
Con la Spagna ha disputato i Campionati europei del 1959.

## Palmarès
- Campionato spagnolo: 1

Real Madrid: 1959-60
- Copa del Rey: 1

Real Madrid: 1960